# Aéroport international du roi Fahd
L’aéroport international du roi Fahd (en arabe مطار الملك فهد الدولي) (code IATA : DMM • code OACI : OEDF) est un aéroport saoudien situé à 20 kilomètres au Nord-Ouest de Dammam. Sa surface de 780 km2  en fait le plus grand aéroport au monde. Toutefois, la superficie réellement occupée par les installations est seulement de 36,75 km², le reste étant composé de terrains appartenant à l'aéroport.
L'aéroport dessert toute la région orientale d’Arabie saoudite et particulièrement les provinces de Dammam, Dhahran, Khobar, Qatif, Ras Tanura, et Al-Jubayl.

## Histoire
Le premier terminal civil, achevé en 1961 fut réalisé par le groupe Saudi Binladin Group. Les plans du terminal furent dessinés par l'architecte Minoru Yamasaki qui conçut également le World Trade Center. 
Les infrastructures de base furent terminées en 1990, ce qui a permis aux Forces Alliées engagées dans la Guerre du Golfe, au début de 1991, de l'utiliser. L'Autorité générale de l'aviation civile d'Arabie saoudite a ouvert le nouveau Dammam King Fahd International Airport le 28 novembre 1999 au trafic commercial, avec transfert intégral depuis l'ancien aéroport de Dammam.

## Situation
Situé entre Qatif et Dammam à environ 22 km de cette dernière, il est relié aux zones de population par deux routes principales, au Nord vers Qatif, au sud vers Dammam, par la King Fahd Road désormais considérée comme l'accès principal pour l'aéroport. L'autoroute Abu Hadriya Highway (Arabic: ابوحدريّة), forme la bordure est de l'aéroport, et l'autoroute de Riad à Dammam de bordure sud. Au sud, Saudi Aramco occupe une zone de 250 km2, pour les forages, et divers usages, mais que des investisseurs souhaitent urbaniser.
| Neom Dammam Djeddah Riyadh Médine Al-Hofuf Yanbu Buraidah Abha Al Bahah Haïl Tabuk Ta'if Al-Jawf Al Wajh Arar Bisha Dawadmi Gurayat Najran Qaisumah Rafha Sharurah Al-`Ula Turaif Wadi al-Dawasir |

## Terminaux
Le terminal passager a six étages, dont trois utilisés directement pour le traitement des passagers, le troisième pour les arrivées, le sixième pour les départs, et le quatrième pour l'embarquement. Deux autres niveaux sont réservés aux services. 
La surface totale du terminal passager est de 327 000 m2. Sept ponts d'embarquement fonctionnent à l'international au sud, et onze pour les vols intérieurs au nord. 
Parmi les différents comptoirs, 66 sont alloués à Saudia, partagés avec Flynas, et 44 pour les compagnies étrangères et les services de douanes et d'immigration.

### Le plus grand aéroport du monde en superficie
Plusieurs sources tel que le Livre Guinness des records citent cet aéroport comme le plus grand du monde, avec une superficie totale de 780 km2 (plus grand que Bahreïn). Cependant le site internet officiel de l'aéroport a déclaré que la superficie actuellement occupées par les installations était de 36,75 km2 ne prenant pas en compte tous les terrains appartenant à l'aéroport.

## Services aux passagers
- Boutiques hors-taxe : Krispy Kreme, Costa Coffee, Coffee Talk, Cadeaux,
- Cafétérias, restaurants, restauration rapide,
- Change, Distributeurs,
- Parkings,
- Fumoirs,
- Mosquée,
- Hôtel 5 étoiles

## Royal Terminal
Le Royal Terminal est réservé à la Famille Royale, aux conseillers personnels et aux hôtes officiels.
Ce terminal, bâti sur 16 400 m2 dispose de quatre ponts d'accès aux avions, d'installations et de décors luxueux, y compris à l'extérieur. Malgré sa spécialisation, le terminal est rarement utilisé par la Famille Royale qui utilise plutôt un terminal spécifique semblable à la base aérienne de King Abdulaziz.

## Compagnies aériennes et destinations

### Passagers
| Compagnies                      | Destinations |
| ------------------------------- | --- |
| Air Arabia                      | Charjah |
| Air Arabia Egypt                | Borg El Arab |
| Air India                       | Delhi-Indira Gandhi |
| Air India Express               | Kozhikode-Calicut, Mangalore |
| Azerbaijan Airlines             | En saison Charter : Bakou-H. Aliyev |
| Biman Bangladesh Airlines       | Dacca-Shah Jalal |
| British Airways                 | Manama-Bahreïn , Londres-Heathrow |
| EgyptAir                        | Borg El Arab, Le Caire |
| Emirates                        | Dubaï |
| Ethiopian Airlines              | Addis-Abeba Bole |
| Etihad Airways                  | Abou Dabi |
| Flyadeal                        | Djeddah - Roi-Abdelaziz |
| flydubai                        | Dubaï |
| Flynas                          | - Abha, - Al Bahah, - Arar, - Le Caire, - Dubaï, - Haïl, - Djeddah - Roi-Abdelaziz, - Jizan, - Karachi-Jinnah, - Khartoum, - Kozhikode-Calicut(suspendu), - Lahore-Allama Iqbal, - Médine-Prince M. Bin Abdulaziz, - Riyad-roi Khaled, - Taëf, - Yanbu, - Buraydah, - Tabuk En saison :Bakou-H. Aliyev, Tbilissi-C. Roustavéli |
| Gulf Air                        | Manama-Bahreïn |
| Himalaya Airlines               | Katmandou-Tribhuvan |
| IndiGo                          | Bombay-Chhatrapati-Shivaji |
| KLM                             | Amsterdam, Mascate |
| Kuwait Airways                  | Koweït |
| Lufthansa                       | Francfort, Koweït |
| Middle East Airlines            | Beyrouth-Rafic Hariri |
| Oman Air                        | Mascate |
| Pakistan International Airlines | Islamabad-Benazir Bhutto, Karachi-Jinnah, Lahore-Allama Iqbal, Sialkot |
| Pegasus Airlines                | Istanbul-S. Gökçen |
| Philippine Airlines             | Manille-N. Aquino |
| Regent Airways                  | Dacca-Shah Jalal |
| Royal Jordanian                 | Amman-Reine-Alia |
| Saudia                          | - Abha, - Al Bahah, - Bisha, - Le Caire, - Dacca-Shah Jalal, - Dubaï, - Buraydah, - Haïl, - Djeddah - Roi-Abdelaziz, - Jizan, - Kozhikode-Calicut(suspendu Temporary), - Manille-N. Aquino, - Médine-Prince M. Bin Abdulaziz, - Riyad-roi Khaled, - Tabuk, - Taëf, - Turaïf                                                    |
| SaudiGulf Airlines              | Islamabad-Benazir Bhutto, Djeddah - Roi-Abdelaziz, Karachi-Jinnah, Lahore-Allama Iqbal, Médine-Prince M. Bin Abdulaziz, Riyad-roi Khaled, Sialkot, Abha |
| SriLankan Airlines              | Colombo-Bandaranaike |
| Syrian Air                      | Damas |
| Turkish Airlines                | Istanbul, Istanbul-S. Gökçen En saison : Trabzon/Trébizonde |

Édité le 08/05/2019

### Fret
- Air France Cargo : Paris-Charles de Gaulle
- British Airways World Cargo, operated by Global Supply Systems : London-Stansted
- Cargolux : Luxembourg
- Qatar Airways Cargo : Amsterdam [begins 4 May]
- Saudi Arabian Airlines Cargo : Bangkok, Brussels, Dhaka, Hong Kong

## Infrastructures aéroportuaires
- Pistes: 2
- Longueur de la piste: 4 000 m (13 123 ft)
- Largeur de la piste: 60 m (197 ft)
- Accotements de piste:  7,5 m (25 ft) x 2
- Ruwnay paved blast pads 120 m (394 ft) x 2
- Taille des voies de taxi: 23 m (75 ft)
- Largeur de la voie de taxi : 30 m (98 ft)
- Longeurs voie de taxi :12 m (39 ft) x 2
- Porte pour les avions de grandes tailles: 12 + 8 au terminal royal
- Portes destinées aux avions de tailles moyennes: 5
- Portes destinées aux avions de petites tailles: 7
- Portes destinées aux avions cargos de grandes tailles :3
- Nombre de stand de l'aviation général:  14
- Hélisurface : 2 (1 pour l'aviation général + 1 pour le Royal terminal)

KFIA est classé E par l'OACI, ce qui l'autorise à accueillir de gros avions, comme le Boeing 747-400 ou l'Airbus A340-600. Il faudrait une accréditation F pour recevoir des Airbus A380 ou des Boeing 747-8,  acquise uniquement pour les pistes d'atterrissage. 
En mai 2009, un Antonov 225, le plus grand avion du monde, a atterri à KFIA, venant d'Ukraine, en transit pour la Tanzanie. 
Une route pour le support terrestre à l'ouest du terminal central, permet les accès de services (GSE) aux avions, et les manipulations de bagages.
Une route est réservée au matériel du support terrestre (GSE), à l'ouest du terminal central, pour accéder à l'avion et faciliter le mouvement des véhicules à bagages.

## Services Opérationnels
Il existe dix zones principales pour le Service des Opérations fournissant des facilités pour le fonctionnement de l'aéroport.

## Fret
L'immeuble de deux étages occupe 39 500 m2 et a une capacité de 94 000 tonnes de cargaison en arrivée comme en départ ; quand le fonctionnement sera complètement automatisé, la capacité annuelle devrait atteindre 176 000 tonnes.

## Tour de contrôle
Haute de 85,5 mètres, sur une surface de 7 960 m2, elle se compose d'un niveau de contrôle du trafic aérien, d'un niveau de communication, et d'un niveau de services pour le personnel.

## Stationnement des voitures
Les parkings disposent de 176 752 m2, en trois niveaux couverts, pour 4 930 véhicules. 
L'accès se fait directement au second niveau, avec débouché immédiat sur le terminal passagers.
Le prix est d’un riyal saoudien de l'heure dans tous les parkings de l'aéroport.
Deux parkings de plein air sont également disponibles.

## Infrastructures de Saudi Aramco
Saudi Aramco fournit le carburant, et maintient les installations (stockage, pompage, filtrage), dont six grands réservoirs d'une capacité de 40 000 barils chacun. La compagnie assure également des vols pour transporter son personnel vers Haradh, Tanajib, Shayba, Hawtah, Al-Hassa, Khurais, Riyad, Djeddah et Yanbu.
Le terminal chargé de l’aviation générale sur le flanc oriental de l’aéroport est utilisé exclusivement par Saudi Aramco. En 2009 le terminal a été utilisé par 273 000 passagers. En outre, une flotte importante de camions-citernes ravitaille tous les avions commerciaux.

## Restauration en vol
Le bâtiment de préparation des repas occupe 17 287 m2 sur un niveau pour 8000 repas de passagers, 1000 de personnels, et 300 pour la cuisine du Pavillon Royal.

## Pépinière et espaces verts
Le KFAI a sa propre pépinière sur 215 579 mètres carrés,avec trois maisons vertes et 36 400 mètres carrés d'espaces vers. Elle fournit les besoins des jardins de l'aéroport.

## Statistiques
Le graphique qui aurait dû être présenté ici ne peut pas être affiché car il utilise l'ancienne extension Graph, désactivée pour des questions de sécurité. Des indications pour créer un nouveau graphique avec la nouvelle extension Chart sont disponibles ici.

Voir la requête brute et les sources sur Wikidata.

Par l’aéroport international du roi Fahd voyagent deux millions et demi de passagers par an. Au total les infrastructures aéroportuaires sont utilisées par plus de quatre millions de passagers annuellement.
| Année | Total des passagers | % de passagers à l’international | Total fret (en tonnes) | Nombre de rotations d’avions commerciaux | Évolution |
| ----- | ------------------- | -------------------------------- | ---------------------- | ---------------------------------------- | --------- |
| 1999  | 2 708 000           | 41 %                             | 56 968                 | 24 216                                   | +0,24 %   |
| 2000  | 2 533 000           | 42 %                             | 56 494                 | 23 886                                   | -1,38 %   |
| 2001  | 2 542 000           | 41 %                             | 55 088                 | 23 312                                   | -2,46 %   |
| 2002  | 2 578 000           | 39 %                             | 53 029                 | 23 281                                   | -0,13 %   |
| 2003  | 2 613 000           | 40 %                             | 48 634                 | 23 308                                   | +0,12 %   |
| 2004  | 2 782 000           | 41 %                             | 48 065                 | 23 778                                   | +2,02 %   |
| 2005  | 3 013 000           | 40 %                             | 49 633                 | 24 457                                   | +2,86 %   |
| 2006  | 3 341 000           | 43 %                             | 59 610                 | 29 162                                   | +19,24 %  |
| 2007  | 3 841 000           | 41 %                             | 66 621                 | 39 265                                   | +34,64 %  |
| 2008  | 3 885 000           | 47 %                             | 95 862                 | 40 776                                   | +3,85 %   |
| 2009  | 4 149 000           | 48 %                             | 82 944                 | 41 079                                   | +0,74 %   |

### Statistiques du trafic en 2008
| Rang | Aéroport                                   | Nombre de passagers | Évolution en pourcentage |
| ---- | ------------------------------------------ | ------------------- | ------------------------ |
| 1    | Aéroport international du Caire            | 234 000             | 29 %                     |
| 2    | Aéroport international d'Abou Dabi         | 195 000             | 29 %                     |
| 3    | Aéroport international de Dubaï            | 175 000             | 4 %                      |
| 4    | Aéroport international de Bahreïn          | 135 000             | 43 %                     |
| 5    | Aéroport international de Charjah          | 101 000             | 1 %                      |
| 6    | Aéroport international de Doha             | 93 000              | 7 %                      |
| 7    | Aéroport international Chhatrapati Shivaji | 70 000              | 42 %                     |
| 8    | Aéroport international Jinnah              | 66 000              | 3 %                      |
| 9    | Aéroport international Bandaranaike        | 63 000              | 3 %                      |
| 10   | Aéroport international Shah Jalal          | 62 000              | 6 %                      |

| Rang | Pays                | Nombre de passagers | Évolution en pourcentage |
| ---- | ------------------- | ------------------- | ------------------------ |
| 1    | Émirats arabes unis | 471 414             | 12 %                     |
| 2    | Égypte              | 269 865             | 39 %                     |
| 3    | Inde                | 218 135             | 8 %                      |
| 4    | Bahreïn             | 135 137             | 43 %                     |
| 5    | Pakistan            | 129 391             | 6 %                      |
| 6    | Qatar               | 92 720              | 7 %                      |
| 7    | Sri Lanka           | 63 442              | 3 %                      |
| 8    | Bangladesh          | 61 736              | 6 %                      |
| 9    | Iran                | 57 264              | 5 %                      |
| 10   | Pays-Bas            | 48 838              | 11 %                     |